# جوناثان ماسون
جوناثان ماسون (بالإنجليزية: Jonathan Mason) هو ممثل بريطاني، ولد في 22 مارس 1996 في المملكة المتحدة.

## وصلات خارجية
- جوناثان ماسون على موقع IMDb (الإنجليزية)
- جوناثان ماسون على موقع قاعدة بيانات الفيلم (الإنجليزية)